# Йоланта Дічкуте
Йоланта Дічкуте (лит. Jolanta Dičkutė, нар. 8 грудня 1970 у Каунасі) — литовська політик, лікар, делегат до Європейського парламенту.

## Біографія
У 1995 році закінчила навчання в Каунаському медичному університеті, де отримала спеціальність педіатра. У 2002 році здобула ступінь доктора медичних наук. Навчалася також у Вищій школі охорони здоров'я північних країн в Гетеборгу.
З 2001 по 2004 працювала координатором одного з проектів Світового банку у Литві, також викладала профілактичну медицину у своїй альма-матер. У 1997—2002 роках виконувала функції головного редактора фармацевтичного журналу «Pharmacon».
У 2004 році увійшла до складу національних органів Партії праці. Того ж року з руки цієї партії була обрана до Європейського парламенту. Належала до парламентської групи Альянс лібералів і демократів за Європу. 